# Georgy Geshev
Georgy Khristoh Geshev (ou Georgi Geschew, en  bulgare : Георги Христов Гешев, né le 8 octobre 1903 à Sofia - mort le 15 juillet 1937, à Sofia) est un joueur d'échecs bulgare.
Au début de sa carrière, il est à égalité 6-7e au tournoi de Varna, en 1926, remporté par K. Atanasov, G. Slavchev et A. Teleguine. Il partage ensuite la première place avec Pinkas à Sofia en 1927, gagne le tournoi de Trnovo en 1928 et prend la deuxième place derrière A. Gyurov, à Sofia en 1929.
Il remporte le championnat de Bulgarie d'échecs à quatre reprises, en 1933, 1934, 1935 et 1936. Lors du championnat de 1933, il est premier à égalité avec Youri Tochev, et remporte un match de départage (4,5 à 3,5) pour devenir le premier champion officiel de Bulgarie, à la création de la compétition. Il le remporte donc quatre fois consécutivement. 
Georgi Geshev représente la Bulgarie lors de la troisième olympiade d'échecs non officielle qui se déroule à Munich en 1936.